# لوتسی
لوتسی (به بلغاری: Levtsi) یک منطقهٔ مسکونی در بلغارستان است که در شهرستان آردینو واقع شده‌است.
 لوتسی ۲٫۱۱۲ کیلومتر مربع مساحت و ۵۶ نفر جمعیت دارد.